# Tiefencastel
Tiefencastel (tyska) eller Casti (rätoromanska) är en ort och tidigare kommun i distriktet Albula i den schweiziska kantonen Graubünden, som från och med 2015 ingår i kommunen Albula/Alvra.
Byn Tiefencastel ligger i Albuladalen, där floden Gelgia rinner ut i Albula, ett av Rhens källflöden. Den har sedan urminnes tider varit en viktig trafikknutpunkt, och är centralort för kommunen såväl som regionen Albula.
Det traditionella språket är surmeirisk rätoromanska, som förr var hela befolkningens modersmål. Under 1900-talet har detta språk alltmer trängts undan på bekostnad av tyska. Vid senaste folkräkningen hade endast en dryg tredjedel av befolkningen rätoromanska som modersmål. Kommunen räknas officiellt som rätoromansk, men i praktiken dominerar tyska. Alla låg- och mellanstadieelever undervisas dock på rätoromanska i grannkommunen Lantsch/Lenz. Högstadieskolan ligger i Teifencastel och är gemensam för kommunerna Albula/Alvra, Lantsch/Lenz, Schmitten, Filisur och Bergün/Bravuogn. Där bedrivs undervisningen i huvudsak på tyska.
Kyrkan är alltjämt katolsk, och den reformerta minoriteten söker sig till kyrkan i grannorten Filisur.